# 索利齊
58°07′N 30°19′E / 58.117°N 30.317°E
索利齊（俄语：Сольцы́）是俄羅斯諾夫哥羅德州西部的一個城市，位於大諾夫哥羅德西南78公里的舍隆河左岸。2002年人口為11,264人。
1390年首見於文獻。1914年設市。城名的詞根是「鹽」的意思，指的是附近的礦泉水。